# Crkva sv. Vitala u Divuljama
Crkva sv. Vitala (sv. Klare), rimokatolička crkva na rtu Tarce u Divuljama, Kaštel Štafilić, Kaštela, zaštićeno kulturno dobro.

## Opis dobra
Na predjelu Tarce u Divuljama nalaze se arheološki ostatci srednjovjekovne crkve sv. Vitala čiji titular upućuje i na moguće ostatke iz starokršćanskog perioda. Iako nam nisu poznati ni oblik crkve kao ni moguće faze obnove, predromanička faza 9. st. je dokazana i obilježena pronalaskom antependija i oltarne ograde koji su naknadno u barokno doba ugrađeni u crkvu sv. Mavra u Žednom na otoku Čiovu. Čest je spomen crkve u pisanim vrelima na predjelu Tarce u Divuljama koji pripada vladarskom veleposjedu Bijaća. Na istom je mjestu u novom vijeku podignuta crkva sv. Klare o kojoj izvori šute, a ista je precizno zabilježena u austrijskom katastru iz 1832. godine. Crkva sv. Klare je porušena najvjerojatnije u prvoj polovici 20.st.

## Zaštita
Pod oznakom P-5010 zavedena je kao nepokretno kulturno dobro - pojedinačno, pravna statusa zaštićena kulturnog dobra, klasificirano kao "arheološka baština".